# Emmanuel Bojollé

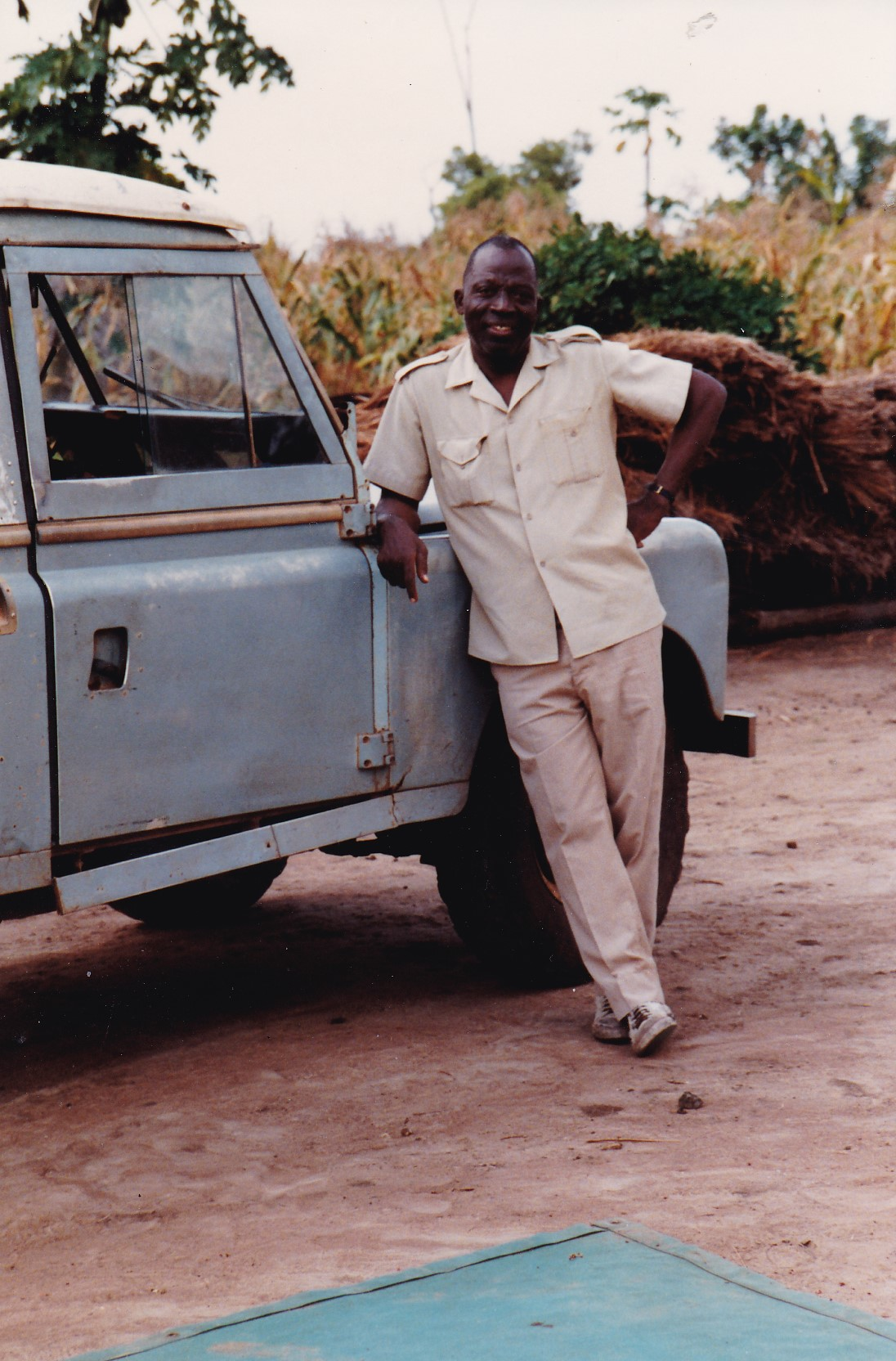
Emmanuel Bojollé in 1985

Emmanuel Bojollé (Kouméa, 1928), was een Togolees militair.

## Carrière in het leger
Bojollé trad in 1948 toe tot het Franse koloniale leger. In 1962 keerde hij als sergeant terug naar Togo. Hij nam op 13 januari 1963 samen met korporaal Étienne Eyadéma deel aan de staatsgreep waarbij president Sylvanus Olympio van Togo om het leven kwam. Bojollé was niet direct bij de aanslag op Olympio's leven betrokken. Bojollé trad voor twee dagen op als waarnemend staatshoofd waarna oud-premier Nicolas Grunitzky de macht overnam. Bojollé werd vervolgens bevorderd tot kapitein en hij werd commandant van een bataljon veteranen die net als hij in het Franse koloniale leger hadden gediend.
In 1964 was Bojollé korte tijd chef van de generale staf en werd hij tot majoor gepromoveerd. Hij werd echter spoedig door Eyadéma - zijn rivaal - vervangen. Bojollé werd naar zijn geboortedorp Kouméa gestuurd. In maart 1965 werd hij echter door president Grunitzky benoemd als chef van zijn militaire kabinet, een functie die hij reeds in augustus van dat jaar verloor nadat was ontdekt dat hij bij een tegen Grunitzky gericht complot betrokken was. Hij werd opgesloten, maar kwam in 1967, na de coup van Eyadéma vrij. Hij werd echter al gauw weer opgepakt en veroordeeld tot 26 maanden celstraf. Tijdens zijn periode in de gevangenis pleegde een aanhanger van Bojollé een mislukte aanslag op president Eyadéma. Eyadéma raakte niet gewond omdat de afgevuurde kogel bleef steken in Eyadéma's notitieboekje, die hij in zijn borstzak bij zich droeg. Desondanks kwam Bojollé in november 1967 vrij. Hij werd verbannen naar zijn geboortedorp.
Sylvanus Olympio · Emmanuel Bojollé · Nicolas Grunitzky · Kléber Dadjo · Gnassingbé Eyadéma · Faure Eyadéma · Abbas Bonfoh (interim) · Faure Eyadéma